# Jenaz
Jenaz (rétorománsky Gianatsch) je obec ve švýcarském kantonu Graubünden, okresu Prättigau/Davos. Nachází se v údolí Prättigau, asi 16 kilometrů severovýchodně od kantonálního hlavního města Churu, v nadmořské výšce 755 metrů. Žije zde přibližně 1 100 obyvatel.

## Geografie
Dnešní Jenaz leží na dně údolí Prättigau na železniční trati Landquart–Davos. Starý Jenaz, bývalé centrum obce, leží 30 metrů výše na ledovcové náplavové terase a má podobu vesnice celostátního významu. K obci patří také vesnice Rüti na pravém břehu Landquartu a čtvrť Pragg-Jenaz (dříve nazývaná Furna Station) na potoce Furnerbach.
Z celkové rozlohy obce téměř 26 km² lze přibližně polovinu využít pro zemědělství (12,47 km²; převážně vysokohorské farmy). 10,08 km² pokrývají lesy a lesní porosty. Kromě toho se na území obce nachází 2,63 km² neproduktivní půdy (většinou v horách) a 0,77 km² je zastavěná plocha.
Jenaz sousedí s Arosou, Fiderisem, Furnou, Luzeinem a Schiersem.

## Historie

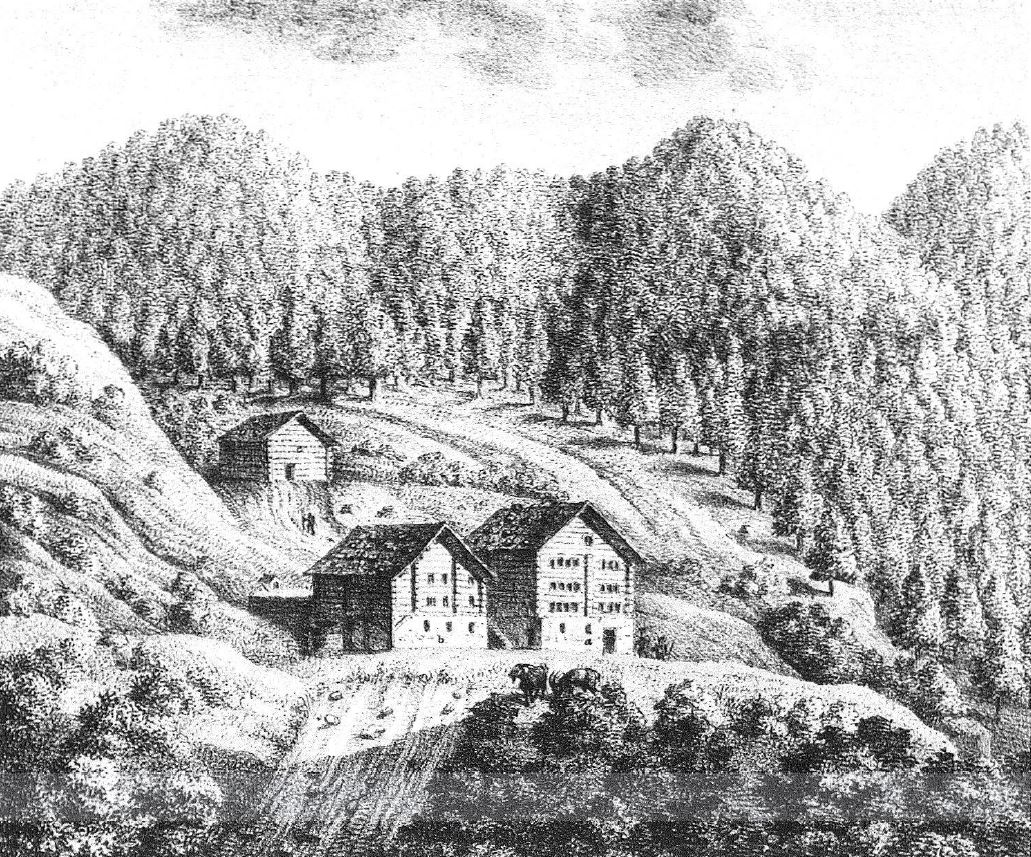
Lázně Bad Jenaz na historickém vyobrazení

Jenaz je zmiňován ve druhé polovině 12. století jako Junazis. V té době patřily místní statky katedrální kapitule v Churu a dominikánskému klášteru St. Nicolai, zatímco svrchovaná práva měla panství Castels. Ve 14. století se do dříve rétorománského středního Prättigau stěhovali německy mluvící Walserové, a to zejména z oblasti Davosu.
Jenaz se v roce 1436 připojil k tzv. alianci deseti dvorů jako součást kastelánského dvora. V roce 1662 byl kastelánský dvůr rozdělen na Castels-Jenaz a Castels-Luzein. Kostel sv. Petra (od roku 1511 sv. Petra a Pavla), zmiňovaný ve druhé polovině 12. století, byl domovským kostelem také pro obce St. Antönien a Furna a v roce 1526 přešel k reformaci.
V roce 1733 obec využila pramen objevený ve Valdavosu a nechala postavit hostinec a lázně. Lázně Jenaz byly v roce 1766 rozšířeny na 130 míst, byly v provozu až do požáru v roce 1834 a poté byly zbořeny. Minerální pramen, který zde byl znovu napuštěn v roce 1941, je přístupný veřejnosti.
Zemědělská obec Jenaz žila po staletí z chovu dobytka na četných alpských loukách a z pěstování obilí a ovoce. Údolní silnice, postavená mezi lety 1843–1863, a otevření železničního spojení roku 1889 podpořily rozvoj obchodu (stavebnictví, zpracování dřeva). V roce 2000 pracovala v průmyslovém odvětví polovina pracujících.

## Obyvatelstvo
| Rok            | 1850 | 1888 | 1900 | 1950 | 2000 | 2004 | 2020 |
| Počet obyvatel | 806  | 997  | 820  | 1053 | 1130 | 1158 | 1147 |

## Doprava

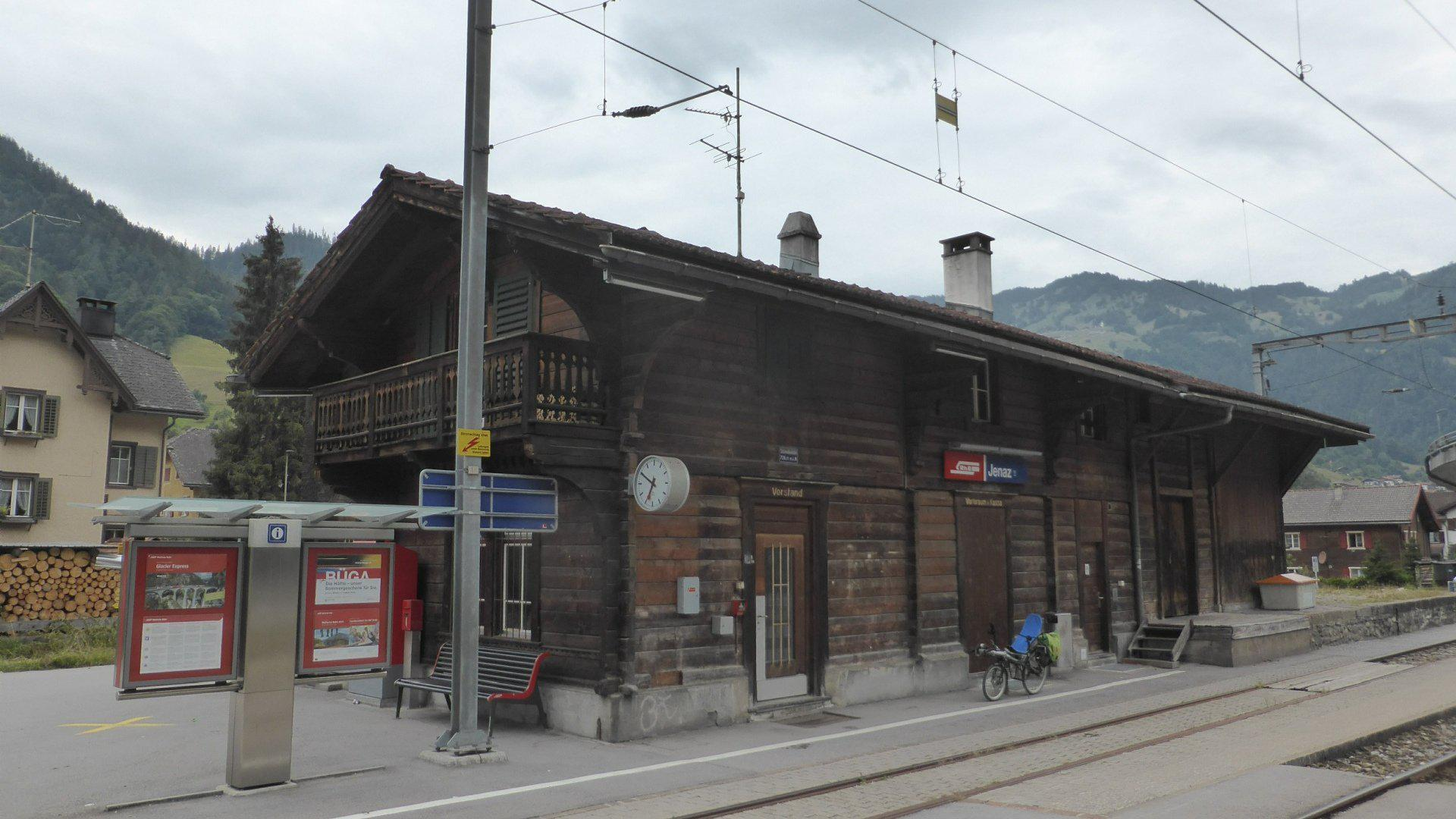
Železniční stanice Jenaz

Železniční stanice Jenaz se nachází na trati z Landquartu do Davosu, otevřené roku 1889. Od roku 1921 je trať elektrifikována.
Obec je napojena na síť veřejné dopravy také prostřednictvím poštovních autobusových linek (Postauto), jezdících v pravidelných intervalech do Küblis a Furny.
Kantonální hlavní silnice č. 28 v trase Landquart – Davos – Engadin – Val Müstair vede v těsné blízkosti obce.